# Gostaresh Foolad FC

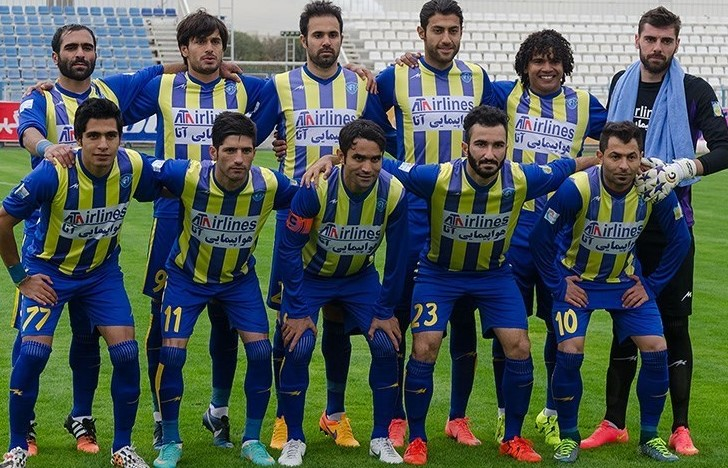
Gostaresh Foulad en 2015.

El Gostaresh Foolad FC fue un equipo de fútbol de Irán que jugó en la Iran Pro League, la primera división nacional.

## Historia
Fue fundado en el año 2008 en la ciudad de Tabriz luego de que tomara la licencia del Niroye Zamini FC, equipo que abandonó la liga por problemas financieros, logrando el título de tercera división y el ascenso a la Liga Azadegan en su primera temporada. Al año siguiente destaca en la Copa Hazfi donde elimina a equipos de primera categoría como Zob Ahan FC, donde enfrentaría al Persepolis FC en la final, la cual perdería por marcador global de 1-4.
En la temporada 2012-13 es campeón de la Liga Azadegan y logra el ascenso a la Iran Pro League por primera vez en su historia, donde tendría temporadas descentes e incluso llega a los cuartos de final de la Copa Hazfi en dos años consecutivos.
El club desaparece al finalizar la temporada 2017-18 y es reemplazado por el Machine Sazi FC en la Iran Pro League.

## Palmarés

### Títulos
- Liga Azadegan: 1

2012-13
- Liga 3 de Irán: 1

2008-09
- Copa MDS: 1

2016

### Distinciones
- Premio Fair play en la Iran Pro League 2014–15.[4]

## Temporadas
| Temporada | Liga                    | Posición | copa Hazfi   | Notas     |
| --------- | ----------------------- | -------- | ------------ | --------- |
| 2008–09   | Tercera división        | 1.º      | No clasificó | Promovido |
| 2009–10   | Liga Azadegan           | 8.º      | Final        |           |
| 2010–11   | Liga Azadegan           | 3.º      | 3.ª ronda    |           |
| 2011–12   | Liga Azadegan           | 9.º      | 1/32         |           |
| 2012–13   | Liga Azadegan           | 1.º      | No clasificó | Promovido |
| 2013–14   | Persian Gulf Pro League | 10.º     | 1/16         |           |
| 2014–15   | Persian Gulf Pro League | 11.º     | 1/16         |           |
| 2015–16   | Persian Gulf Pro League | 9.º      | 1/16         |           |
| 2016–17   | Persian Gulf Pro League | 8.º      | 1/4          |           |
| 2017–18   | Persian Gulf Pro League | 9.º      | 1/4          |           |

## Entrenadores
| Nombre                 | Periodo                        |
| ---------------------- | ------------------------------ |
| Hossein Khatibi        | Ene 2009 – Mar 2010            |
| Farhad Kazemi          | Mar 2010 – Dic 2010            |
| Luka Bonačić           | Dic 15, 2010 – Jun 25, 2011    |
| Engin Firat            | Jul 1, 2011 – Sep 30, 2011     |
| Mohammad Hossein Ziaei | Oct 2011 – Feb 2012            |
| Hadi Bargizar          | Feb 2012 – Jul 2012            |
| Rasoul Khatibi         | Jul 1, 2012 – Ene 2, 2014      |
| Mehdi Tartar           | Ene 2, 2014 – Oct 3, 2014      |
| Faraz Kamalvand        | Oct 4, 2014 –4 de mayo de 2017 |
| Luka Bonačić           | May 10, 2017 –Sep 29, 2017     |
| Firouz Karimi          | Sep 29, 2017 –Jul 1, 2018      |